# Calamata
Calamata (in greco Καλαμάτα?, Kalamáta) è un comune della Grecia situato nella periferia del Peloponneso con 72906 abitanti, secondo i dati del censimento 2021. Funge da capoluogo dell'unità periferica della Messenia.
A seguito della riforma amministrativa detta programma Callicrate in vigore dal gennaio 2011 che ha abolito le prefetture e accorpato numerosi comuni, la superficie del comune è passata da 253,2 a 440 km² e la popolazione da 57620 a 72906 abitanti
Gli ex-comuni accorpati sono:
- Arfara
- Aris
- Calamata
- Thouria

## Geografia fisica
Calamata appartiene fisicamente alla regione storica della Messenia, della quale è il centro abitato principale.
La città si affaccia sul mar Ionio e si trova al centro del profondo golfo di Messenia, presso la foce del fiume Pamiso. Ad oriente si erge la catena montuosa del Taigeto, che culmina nella penisola della Maina e separa la Messenia dalla Laconia, dove si trova Sparta.

## Storia
La storia della città coincide con quella dell'antica regione di Messenia, della quale ha sempre seguito le vicende storiche. Nei pressi di Calamata negli anni tra il 1684 ed il 1699 si svolse la guerra di Morea, nella quale si affrontarono le truppe della Lega Santa e quelle dell'Impero ottomano.

## Cultura

### Turismo
Calamata ha un importante porto turistico, piuttosto frequentato da barche a vela, ed è inoltre il centro maggiore, dopo Patrasso, del Peloponneso.
Oltre ad offrire testimonianze archeologiche, la città ed i suoi dintorni richiamano un discreto volume di turismo balneare.
Nel 2009 è stato inaugurato il museo archeologico nell'antica agorà, nel centro storico della città e vicino alla chiesa dei Santi Apostoli. Il museo raccoglie reperti della Messenia risalenti al periodo miceneo, classico, ellenistico e bizantino.

## Economia
L'economia di Calamata è basata principalmente su agricoltura (olivicoltura), turismo e terziario. La città è conosciuta in tutto il mondo per la produzione della famosa oliva di Calamata e dell'olio di oliva che si produce in Messenia. Le attività industriali sono limitate alla trasformazione dei prodotti alimentari ed anche alla produzione di sigarette: vi ha sede infatti la compagnia Karelias.
A Calamata nel 1879 venne fondata da John F. Costopoulos la Alpha Bank, la seconda banca per importanza della Grecia.

## Infrastrutture e trasporti

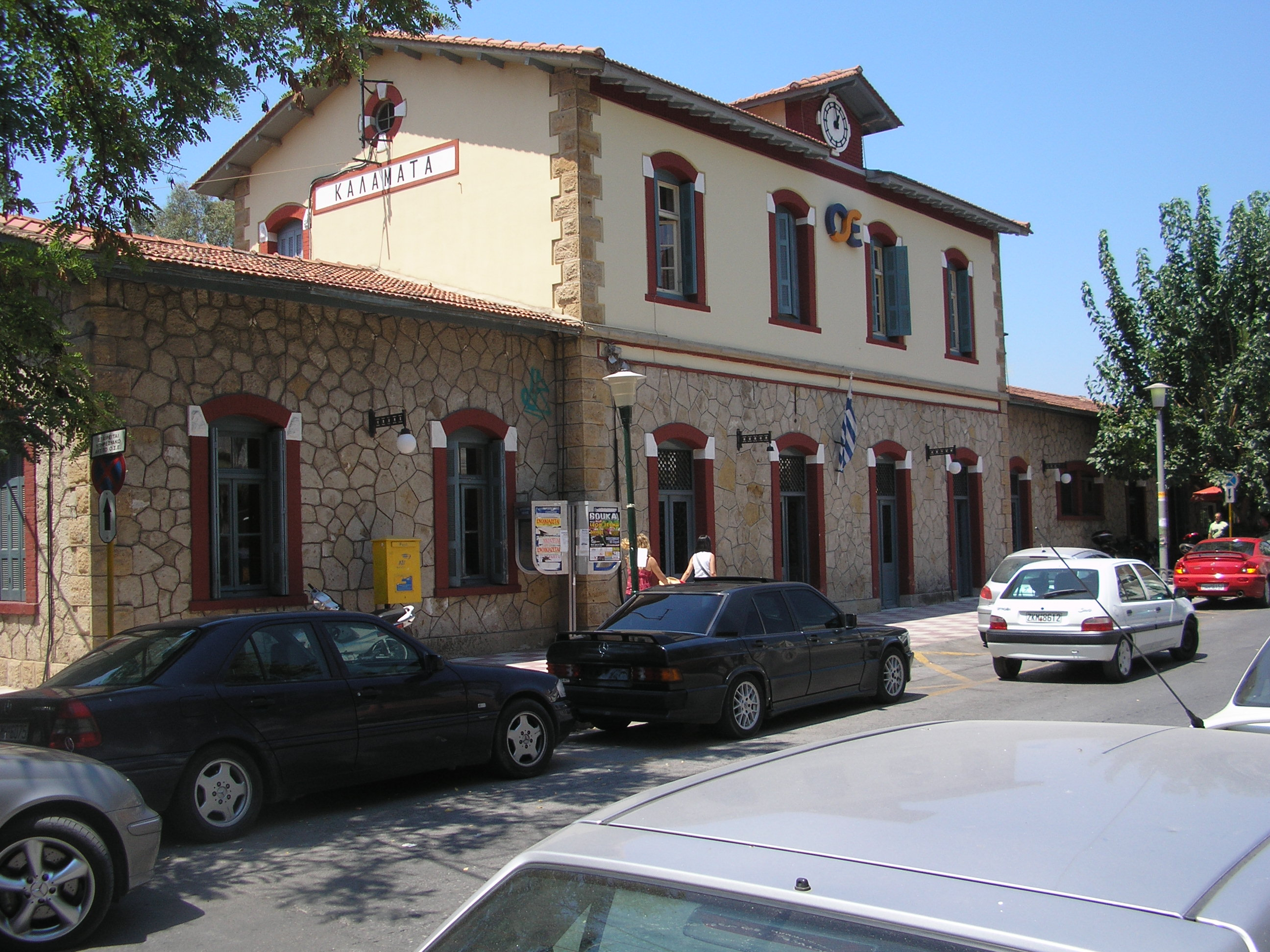
Calamata, stazione ferroviaria

La stazione ferroviaria di Calamata si trova alla confluenza di 2 linee a scartamento ridotto, una da Patrasso, l'altra da Atene. La vecchia stazione, sita più in centro, è oggi diventata un parco (parko Stathmou, "parco della stazione") nel quale è rimasto il vecchio fabbricato viaggiatori con una locomotiva a vapore.
La principale arteria stradale su cui sorge la città è l'Autostrada A7 che fa parte della strada europea E55, proveniente da Helsingborg (in Svezia) e che termina proprio nella cittadina messena. Altra strada europea che l'attraversa è la E65 Malmö-La Canea.
Nei pressi della città, vicino al confine con Messene, si trova l'Aeroporto internazionale di Calamata (IATA: KLX – ICAO: LGKL), aperto nel 1959 e oggi intitolato all'armatore Vassilis Konstantakopoulos (1935-2011), recettivo principalmente per voli charter.

## Amministrazione

### Gemellaggi
- Aglantzia
- Biserta, dal 1997
- Xi'an
- Spello (patto di amicizia)